# Lydia Davis
Lydia Davis (født 1947) er en amerikansk forfatter og oversætter. 
Davis har oversat svært tilgængelige filosoffer og forfattere som Maurice Blanchot, Michel Foucault, Marcel Proust og Gustave Flaubert fra fransk til engelsk i en række meget roste oversættelser, og hun har brugt sin store sproglige akkuratesse i sit forfatterskab, hvor overvejelser om oversættelser også indgår.
Lydia Davis' særkende som forfatter er hendes eksperimenterende novelle-formater. I de senere værker er der noveller så korte som en linje, og den typiske Davis-novelle er højest et par sider lang. Det er oftest en kvindelig jeg-fortæller, der er i spil, og hun undrer sig over, hvordan verden ser ud omkring hende, og hvordan hun skal fortolke andre menneskers udsagn. Hun anvender også formater som dagbøger og breve, fx i det morsomme "Letter to a Funeral Parlor", hvor en kvinde beklager sig over bedemandens omtale af hendes afdøde far.
I perioden 1974-1978 var Lydia Davis gift med forfatteren Paul Auster, med hvem hun har en søn, Daniel Auster. Hun er sidenhen blevet gift med kunstneren Alan Cote, som hun har fået endnu en søn, Theo, med.
Ved siden af sit arbejde som forfatter og oversætter underviser Davis i creative writing på State University of New York i byen Albany, NY.
I maj 2013 modtog Lydia Davis litteraturprisen Man Booker International Prize.

## Egne værker
- Break It Down (noveller, 1986. Oversat til dansk under titlen Kakerlakker om efteråret, 2010)
- The End of the Story (roman, 1995)
- Almost No Memory (noveller, 1997)
- Samuel Johnson Is Indignant (noveller, 2001)
- Varieties of Disturbance (noveller, 2007)
- The Collected Stories (samlede noveller, 2009)
- The Cows (Quarternote Chapbook Series, april 2011)
- Can't and Won't (noveller, 2014)